# Kirchberg (Gemeinde Klein Sankt Paul)

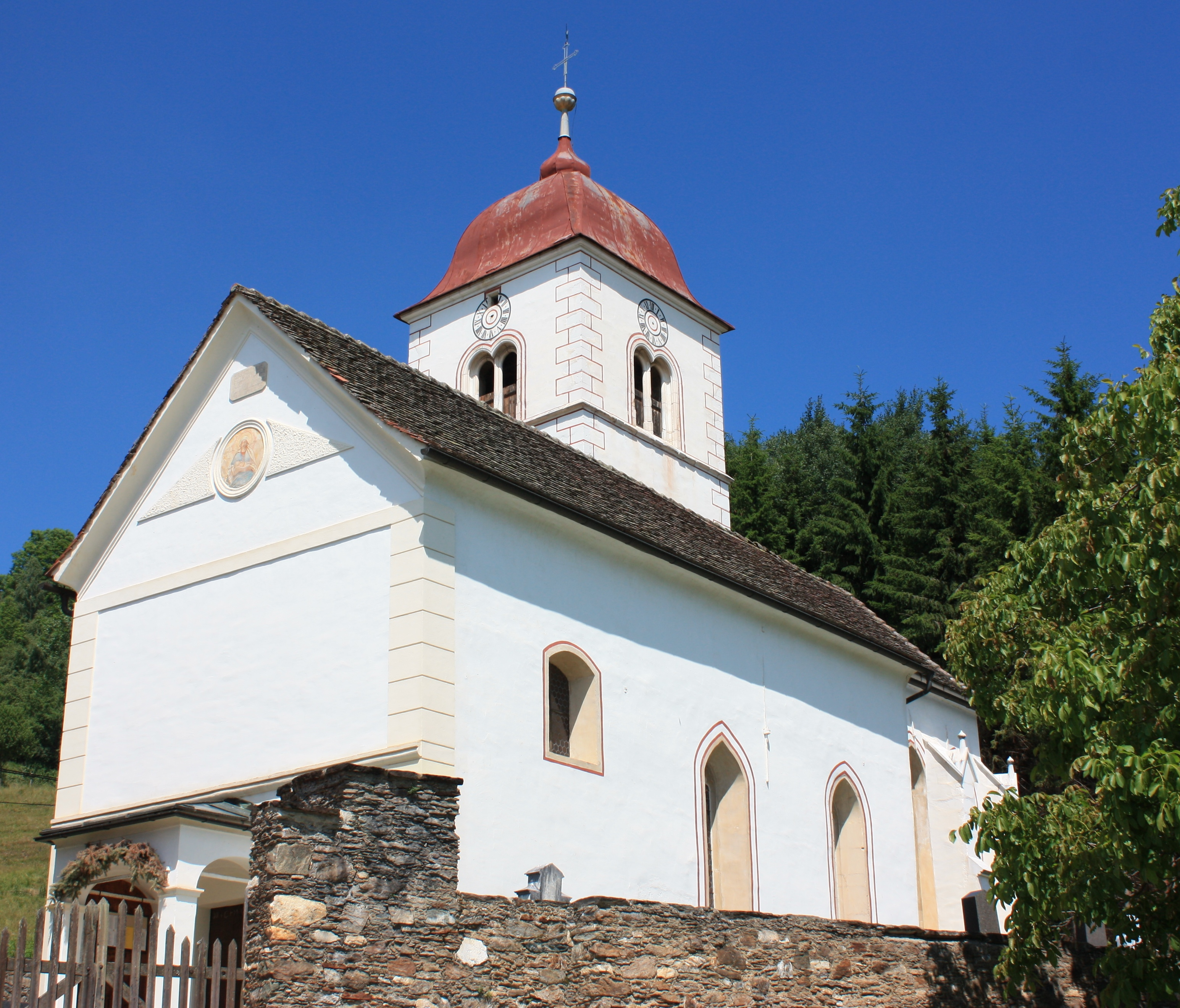
Pfarrkirche Maria Moos

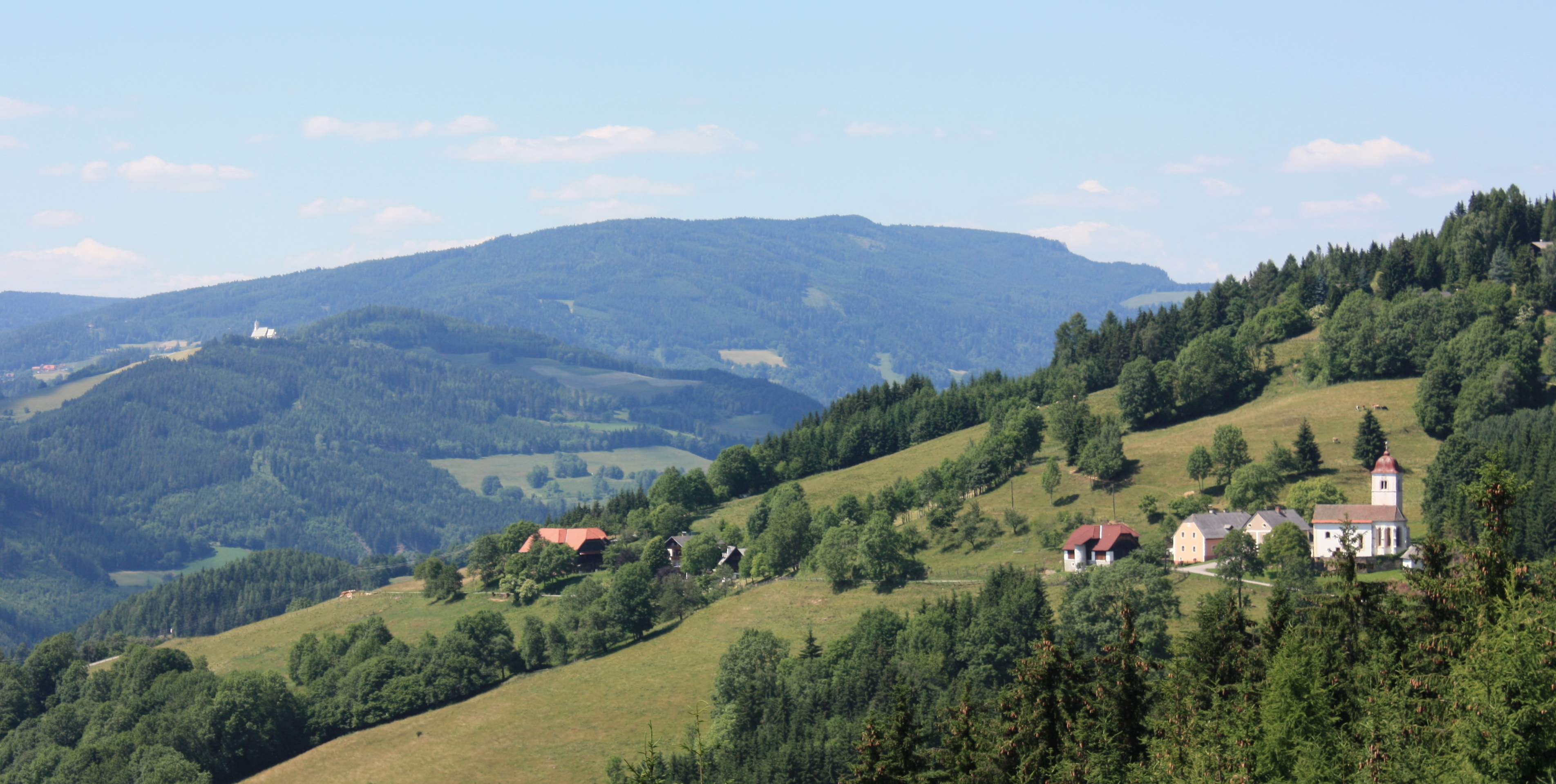
Kirchberg in Kärnten (aus Oberwietingberg)

Kirchberg ist eine Ortschaft in der Gemeinde Klein St. Paul im Bezirk Sankt Veit an der Glan in Kärnten (Österreich). Die Ortschaft hat 41 Einwohner (Stand 1. Jänner 2024). Bis 1973 verlief durch den Ort eine  Gemeindegrenze.

## Lage
Die Ortschaft liegt im äußersten Norden der Gemeinde Klein Sankt Paul, auf dem Gebiet der Katastralgemeinde Kirchberg, linksseitig im Görtschitztal, an den westlichen Hängen der Saualpe. Im Ort werden folgende Hofnamen geführt: Lorber (Nr. 2), Ritzmann (Nr. 4), Pacher/Pungerter (Nr. 6), Stieber (Nr. 8) und Geyer (Nr. 16).

## Geschichte
Die Gegend war schon in der Römerzeit besiedelt, wie Spolien an der heutigen Kirche beweisen. Zwischen 1167 und 1181 wird Chirchperg urkundlich erwähnt. Die Kirche wurde im 15. Jahrhundert gegen die Türken befestigt. Diese über einer Quelle errichtete Kirche war bis zur Zeit Josefs II. ein beliebtes Wallfahrtsziel.
Durch den Ort verlief eine Steuergemeindegrenze: Die Kirche und der südliche Teil des Orts lagen in der Steuergemeinde Kirchberg und gehörte damit in der ersten Hälfte des 19. Jahrhunderts zum Steuerbezirk Wieting. Der nördliche Teil des Orts hingegen lag damals in der Steuergemeinde Hinterberg und gehörte zum Steuerbezirk Althofen. Bei Bildung der Ortsgemeinden im Zuge der Reformen nach der Revolution 1848/49 kam der südliche Teil des Orts an die Gemeinde Wieting, der nördliche Teil an die Gemeinde Lölling. Im Zuge einer Gemeindestrukturreform wurde die Katastralgemeindegrenze geändert, so dass der gesamte Ort seither in der Katastralgemeinde Kirchberg liegt. Gleichzeitig kam der Ort an die Gemeinde Klein Sankt Paul.

## Bevölkerungsentwicklung
Für den Bereich der heutigen Ortschaft ermittelte man folgende Einwohnerzahlen:
- 1869: 15 Häuser, 102 Einwohner; davon:
  - Ortschaft Kirchberg in der Gemeinde Lölling: 8 Häuser, 57 Einwohner
  - Ortschaft Kirchberg in der Gemeinde Wieting: 7 Häuser, 45 Einwohner[2]
- 1880: 18 Häuser, 131 Einwohner; davon:
  - Ortschaft Kirchberg in der Gemeinde Lölling: 11 Häuser, 81 Einwohner
  - Ortschaft Kirchberg in der Gemeinde Wieting: 7 Häuser, 50 Einwohner[3]
- 1890: 20 Häuser, 132 Einwohner; davon:
  - Ortschaft Kirchberg in der Gemeinde Lölling: 12 Häuser, 79 Einwohner
  - Ortschaft Kirchberg in der Gemeinde Wieting: 8 Häuser, 53 Einwohner[4]
- 1900: 21 Häuser, 102 Einwohner; davon:
  - Ortschaft Kirchberg in der Gemeinde Lölling: 12 Häuser, 56 Einwohner
  - Ortschaft Kirchberg in der Gemeinde Wieting: 9 Häuser, 46 Einwohner[5]
- 1910: 20 Häuser, 88 Einwohner; davon:
  - Ortschaft Kirchberg in der Gemeinde Lölling: 12 Häuser, 57 Einwohner
  - Ortschaft Kirchberg in der Gemeinde Wieting: 8 Häuser, 31 Einwohner[6]
- 1923: 19 Häuser, 98 Einwohner; davon:
  - Ortschaft Kirchberg in der Gemeinde Lölling: 8 Häuser, 32 Einwohner
  - Ortschaft Kirchberg in der Gemeinde Wieting: 11 Häuser, 66 Einwohner[7]
- 1934: 76 Einwohner; davon:
  - Ortschaft Kirchberg in der Gemeinde Lölling: 28 Einwohner
  - Ortschaft Kirchberg in der Gemeinde Wieting: 48 Einwohner[8]
- 1961: 12 Häuser, 45 Einwohner; davon:
  - Ortschaft Kirchberg in der Gemeinde Lölling: 7 Häuser, 30 Einwohner
  - Ortschaft Kirchberg in der Gemeinde Wieting: 5 Häuser, 15 Einwohner[9]
- 2001: 23 Gebäude (davon 11 mit Hauptwohnsitz) mit 30 Wohnungen; 33 Einwohner und 12 Nebenwohnsitzfälle; 13 Haushalte; 1 Arbeitsstätte, 9 land- und forstwirtschaftliche Betriebe[10]
- 2011: 23 Gebäude, 37 Einwohner, 14 Haushalte, 2 Arbeitsstätten[11]
- 2021: 23 Gebäude, 34 Einwohner, 15 Haushalte, 3 Arbeitsstätten[12]

## Kultur und Sehenswürdigkeiten
- Katholische Pfarrkirche Kirchberg Unsere Liebe Frau (Maria im Moos): Die Wehrkirche wurde im 12. Jahrhundert erstmals urkundlich erwähnt und ist seit 1266 Patronatskirche der Erzabtei St. Peter in Salzburg. Es bildeten sich Wallfahrten zu einem Marienbild und zur unter der Kirche gelegenen Quelle (Augenbründl) aus.[13]

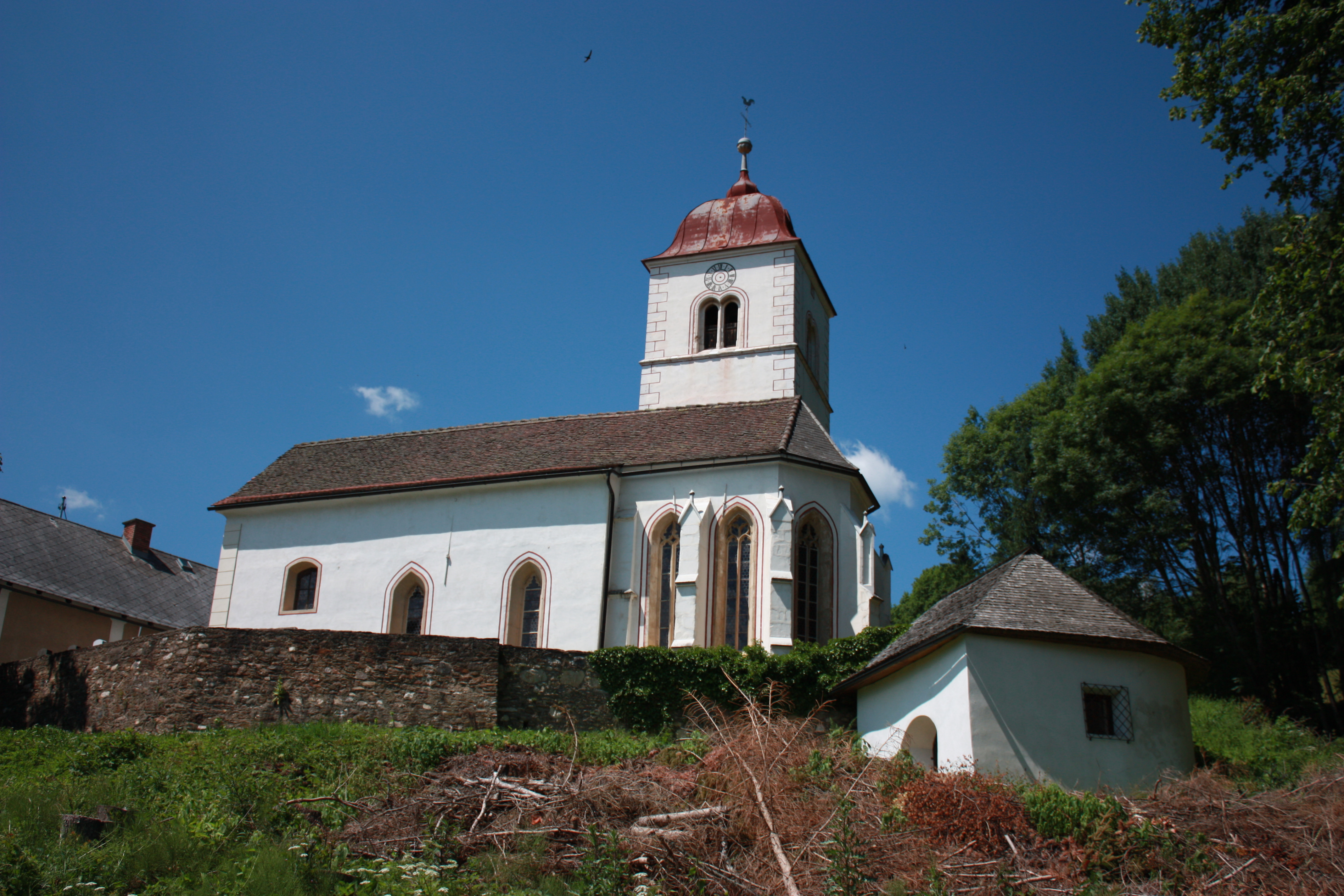
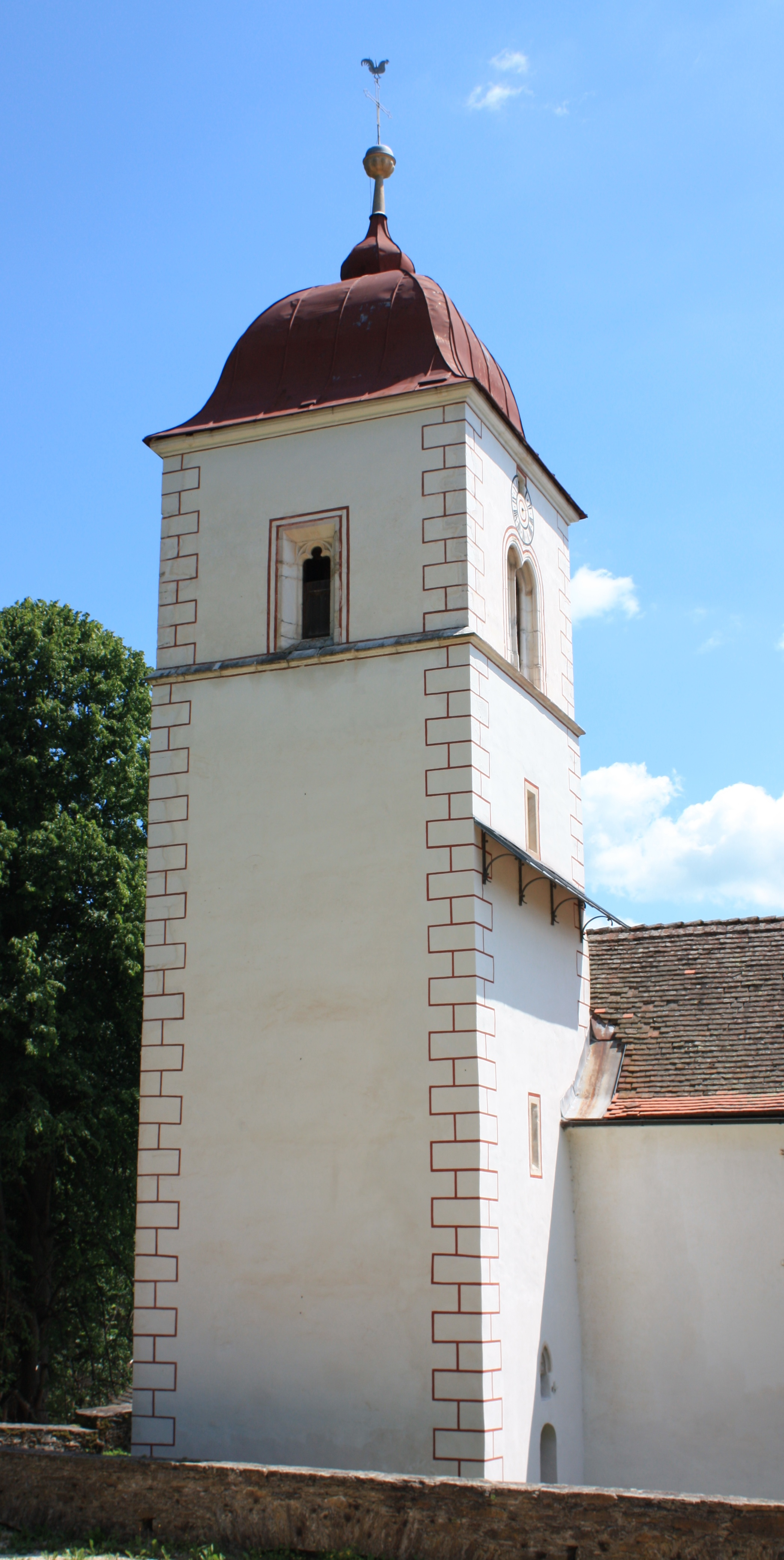
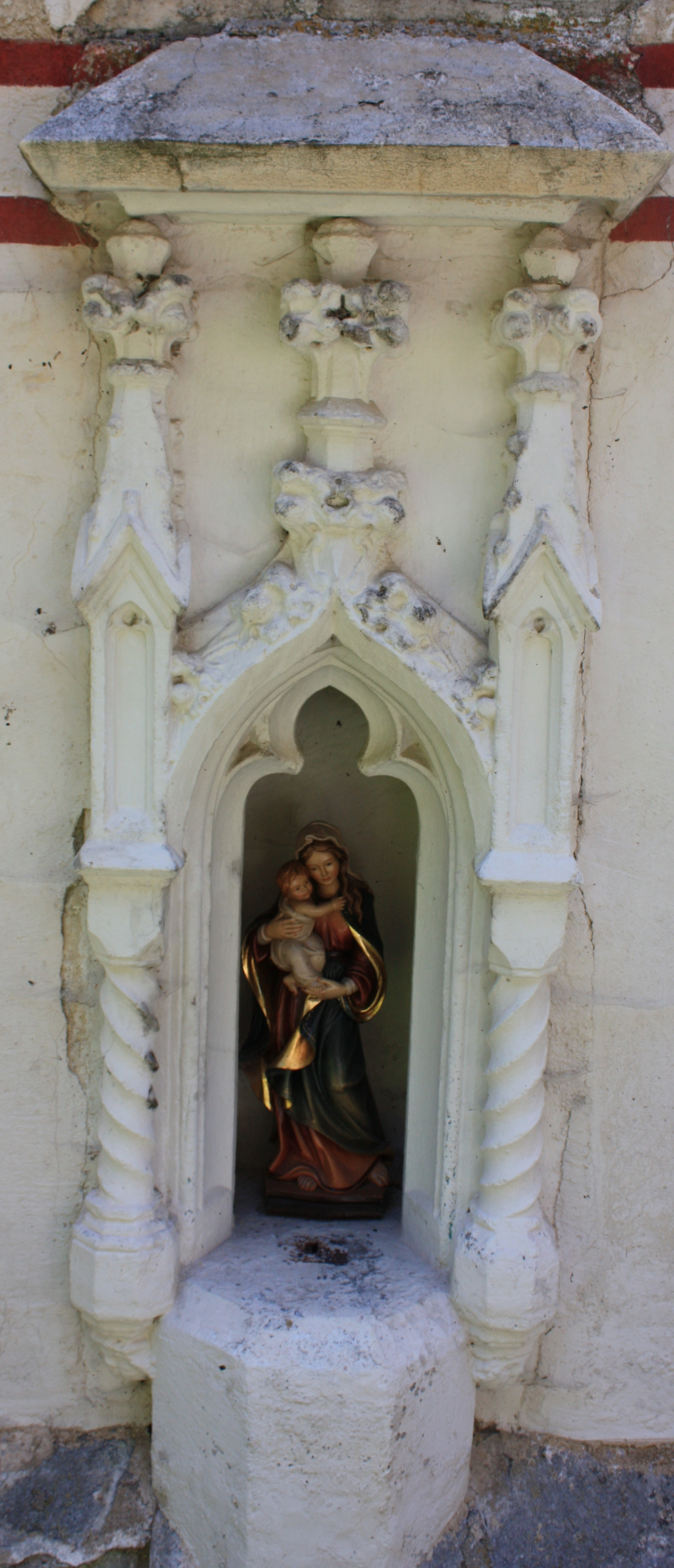
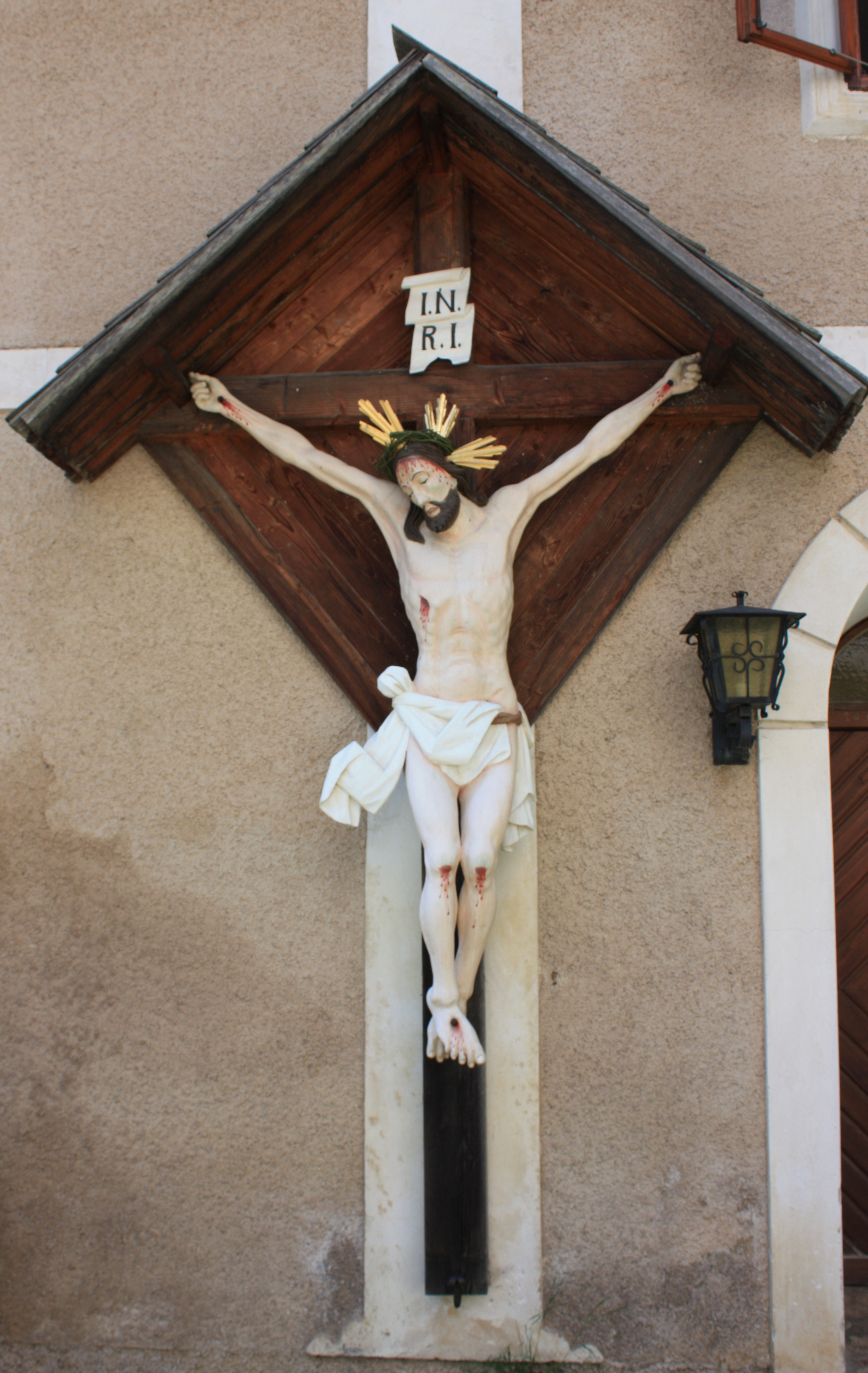
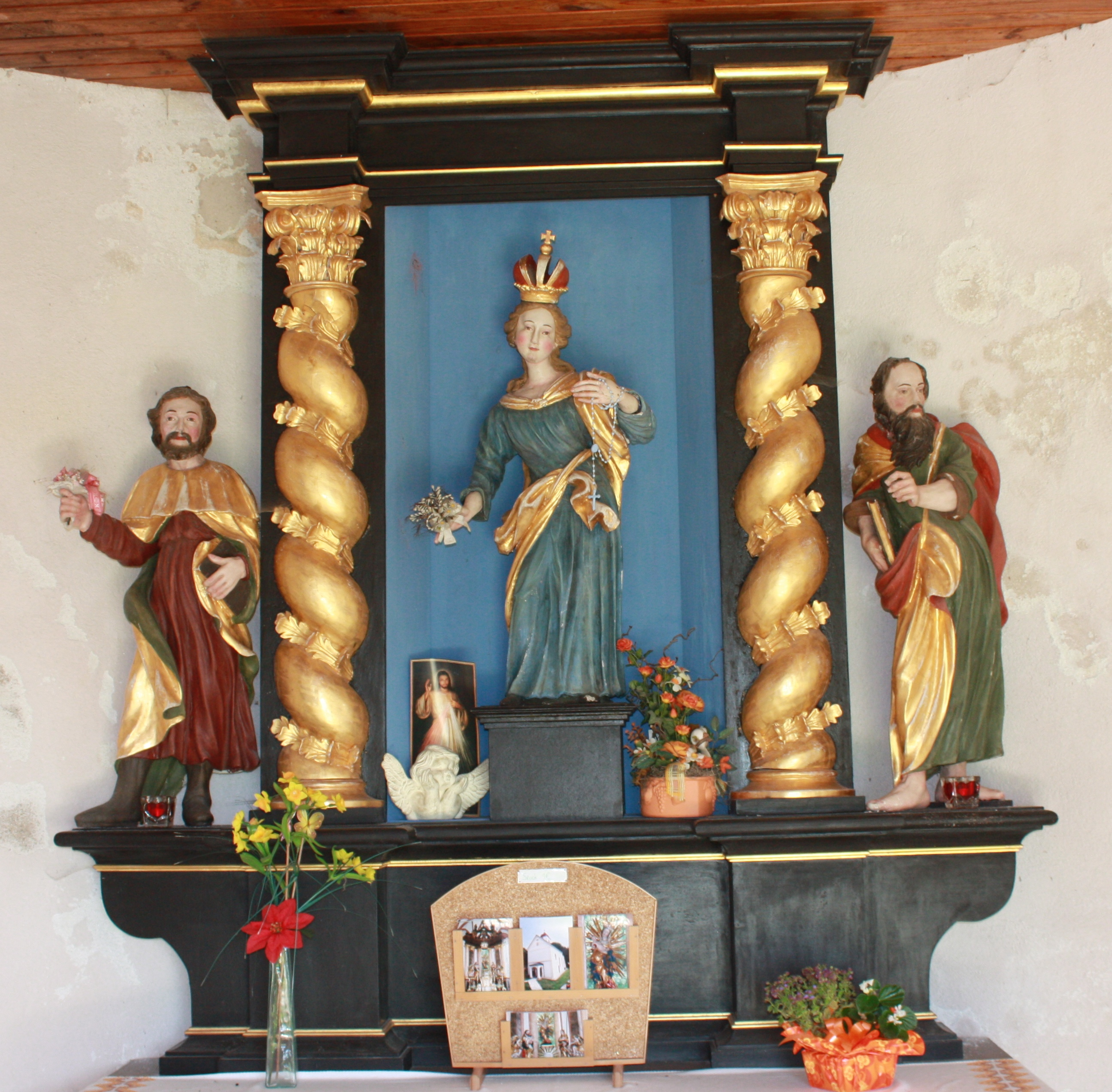
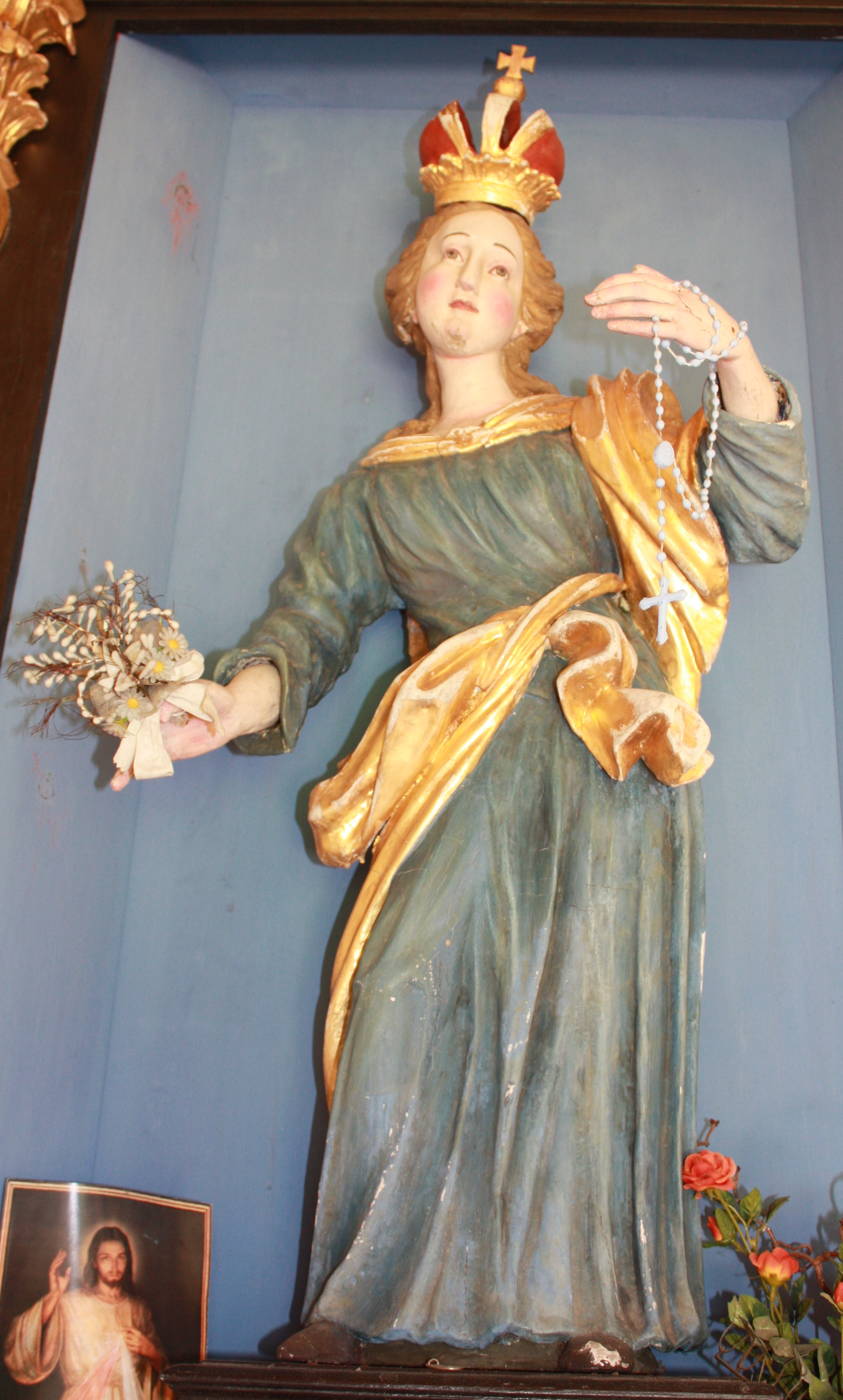
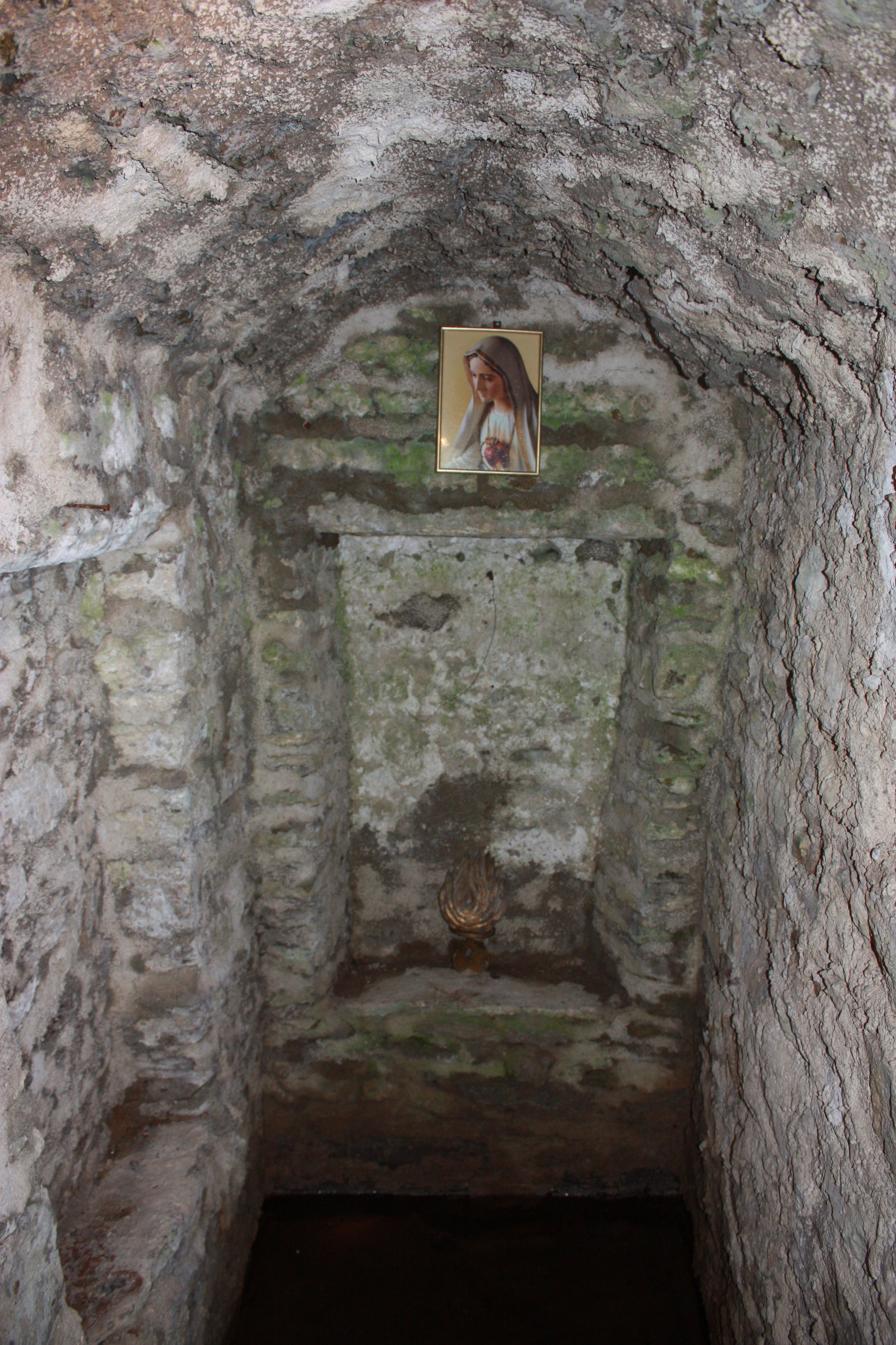

1839 stattete Ludwig Mooser die Kirche mit einer neuen Orgel aus.